# Riccardo Dalmacci
Riccardo Dalmacci (Nápoles, 14 de enero de 1956) es un actor ítalomexicano. 

## Biografía
Hijo de padre italiano y madre española, Riccardo habla dos idiomas inglés, español e italiano. Estudio la licenciatura de arte dramático en "The University of Texas at Austin". Ha participado en películas de talla internacional como Sólo con tu pareja, Modern Rhapsody, producción norteamericana donde interpreta al personaje principal y en la reconocida Amores perros, ganadora en el Festival de Cannes, entre otras.
Hizo su debut en Alcanzar una estrella en 1990, telenovela en la que interpretó un rol de villano.
Sus más recientes trabajos son: Amas de casa desesperadas, Abismo de pasión y La dama y el obrero.

## Filmografía
- Dama y obrero (2013) - Olegario Gómez
- Abismo de pasión (2012) - Guido Landucci
- Amas de casa desesperadas (2008) - Roberto Sotomayor
- Decisiones (2005) - Capítulo: ¿Culpable o inocente? como Carmelo
- Prisionera (2004) - Francisco "Pancho" Salvatierra
- Amor descarado (2003-2004) - Epigmenio "Chamoy" Solís
- Latin Lover (2001) - Samuel Ventura Moreira
- Amores perros (2000) - Andrés Salgado
- DKDA: Sueños de juventud (1999-2000) - Néstor Giacometti
- Acapulco H.E.A.T. (1999) - Villalobos
- Tres mujeres (1999) - Claudio Altamirano
- Mi pequeña traviesa (1997) - Gerardo
- Alta tensión (1997)
- La jaula de oro (1997) - Gustavo
- Modern Rhapsody (1997) - Paco
- Bendita mentira (1996) - Angelo Fontanelli
- Sólo con tu pareja (1991) - Carlos
- Alcanzar una estrella (1990) - Dalmacci